# Phoenix Wright: Ace Attorney - Justice for All
Phoenix Wright: Ace Attorney - Justice for All (逆転裁判 2?, Gyakuten Saiban Tsū) è il seguito di Phoenix Wright: Ace Attorney. Creato dalla Capcom, è il secondo videogioco della serie Ace Attorney.

## Trama
Il gioco è ambientato ad un anno di distanza dal primo capitolo e, come quest'ultimo, si snoda in quattro casi di omicidio che vedono come protagonista l'avvocato difensore Phoenix Wright:
Un nuovo inizio (失われた逆転?, Ushinawareta Gyakuten, The Lost Turnabout)
Nel primo episodio del gioco Phoenix Wright viene aggredito e perde la memoria. Grazie all'aiuto di Maggey Byrde, la sua cliente accusata dell'omicidio dell'agente di polizia Dustin Prince, riesce a vincere la sua prima causa. La presenza di Maya Fey permetterà inoltre a Phoenix di superare la sua amnesia.
Incontri e separazioni (再会、そして逆転?, Saikai, Soshite Gyakuten, Reunion, and Turnabout)
Nel secondo episodio Maya viene accusata dell'omicidio del dottor Turner Grey. Per aiutare Phoenix a risolvere il caso gli offre il suo Magatama. Questo strumento permetterà al legale di scoprire se le persone interrogate mentono su particolari dettagli e di smascherarle, spezzando i loro "lucchetti psichici" tramite prove.
Delitto al circo (逆転サーカス?, Gyakuten Sākasu, Turnabout Big Top)
Nel terzo caso Phoenix si troverà a difendere un eccentrico artista, Maximillion Galactica, imputato della morte di Russell Berry, direttore del circo omonimo. Durante le indagini l'avvocato dovrà far luce sui segreti della compagnia, composta dal ventriloquo Benjamin Woodman, dal clown Lawrence Curls (detto Moe) e dai fratelli acrobati Ken e Sean Dingling (rispettivamente Acro e Bat) oltre alla figlia di Russell, la domatrice Regina.
Un triste addio (さらば、逆転?, Saraba, Gyakuten, Farewell, My Turnabout)
L'ultimo episodio è principalmente ambientato all'interno dell'Hotel Gatewater dove, nella stessa sera, viene uccisa la star televisiva Juan Corrida e rapita Maya. La condizione per il rilascio della ragazza è un verdetto d'innocenza per Matt Engarde, il principale sospettato dell'omicidio.

## Modalità di gioco
In questo titolo vengono aggiunte alcune caratteristiche al gameplay non presenti nel primo capitolo della serie Ace Attorney. La più importante è l'introduzione dei lucchetti psichici. A partire dal secondo caso, Phoenix sarà in grado, grazie al suo Magatama, di vedere catene e lucchetti che avvolgono i personaggi che mentono su un determinato argomento. Per far emergere la verità l'avvocato dovrà presentare delle prove e rispondere correttamente alle domande, altrimenti subirà delle penalità, come se stesse svolgendo un contro-interrogatorio.
Il sistema di penalizzazione è stato inoltre modificato. Nel titolo precedente le possibilità di errore erano sempre cinque, indipendentemente dalla situazione. A partire da Justice for All i punti esclamativi sono stati sostituiti da una barra verde. La penalità è proporzionata quindi alla gravità dell'errore commesso.
Nel corso del quarto episodio sarà inoltre possibile in alcuni momenti controllare Maya Fey.

## Sviluppo
In Justice for All viene introdotto il personaggio di Pearl Fey. Originariamente Pearl doveva avere la stessa età di Maya e comparire solamente nel secondo episodio del gioco, ma il lavoro di Takumi ha spinto gli sviluppatori a inserirla anche nei capitoli seguenti.
Il terzo episodio ruota attorno all'illusionismo, una delle passioni di Shū Takumi che ha anche sfruttato in occasione della promozione di Ghost Trick: Detective fantasma. L'episodio "Ricetta per il delitto", originariamente previsto per questo titolo, è stato spostato in Trials and Tribulations per limiti di memoria della cartuccia.

## Riferimenti culturali
In un'intervista pubblicata su Nintendo Power i traduttori inglesi di Justice for All hanno dichiarato di aver adattato i riferimenti presenti nella versione originale del gioco alla cultura statunitense poiché l'ambientazione è stata spostata dal Giappone a Los Angeles.
Nel corso del gioco sono inoltre presenti parecchie citazioni dal titolo precedente, soprattutto nell'ultimo episodio che richiama, sia per trama che per personaggi, il terzo caso di Phoenix Wright, La caduta del samurai.
La scena iniziale di Justice for All, con sottofondo Toccata e fuga in Re minore di  Johann Sebastian Bach, è ispirata alla sequenza presente in Devil May Cry.